# Twierdza genueńska w Sudaku
Twierdza Genueńska w Sudaku – średniowieczna twierdza znajdująca się w mieście Sudak w południowo-wschodniej części Krymu na skalistych wzniesieniach nadmorskich. Stanowi najlepiej zachowany w basenie Morza Czarnego zabytek z czasów rozkwitu i ekspansji średniowiecznej Republiki Genueńskiej. 

## Historia
Forteca została wzniesiona po przejęciu tych terenów przez Genueńczyków w 1365 z rąk Wenecjan za zgodą Tatarów. Stanowiła ona element całego zespołu genueńskich fortec na południowym wybrzeżu Krymu, chroniących interesy tego państwa w tym regionie i, obok twierdzy w Kaffie (dzisiejszej Teodozji), była najmocniejszym ogniwem tego kompleksu. 
Teren pod budowę został wybrany ze względu na walory obronne miejsca (góry, morze). Całość obwarowania została zbudowana na planie rombu. Twierdza była dostępna praktycznie tylko od północnego wschodu, a i z tej strony Genueńczycy wybudowali głęboką fosę, oddzielającą mury od otaczających terenów, nad którą spuszczano most prowadzący do głównej bramy. Budowa była kontynuowana w latach 1381–1430. Wewnątrz murów mieściła się duża osada. W centralnej części twierdzy rozciągał się plac z loggią i salą komuny. W bliskim sąsiedztwie tego budynku wzniesiono cysternę i fontannę, zaś nieopodal katedrę pod wezwaniem Najświętszej Marii Panny i trzy kościoły. Obszar 29,5 ha otoczono ze wszystkich stron murami o długości 1 km, wysokości 6–8 m i grubości 2 m. Niektóre baszty miały 15 m wysokości. 
Twierdza została zdobyta przez Turków latem 1475 jako ostatni bastion oporu genueńskiego na Krymie, a obrońcy twierdzy, w liczbie tysiąca, na czele z ostatnim genueńskim konsulemSudaku Cristofero di Negro, polegli w walce.

## Współczesność
Do dziś zachowały się dwa ciągi murów z 14 basztami, meczet, ruiny kościoła, pomieszczenia podziemne zwane cysternami oraz fundamenty domów.
Każda z baszt miała swojego fundatora, co zostało uwiecznione kamiennymi płytami wmurowanymi w ściany poszczególnych baszt, dzięki czemu można obecnie prześledzić etapy budowy twierdzy. Baszty były budowane na planie czworokąta z wyjątkiem jednej, okrągłej, o której sądzi się, że pochodzi z czasów bizantyjskich. Najwyższą część twierdzy stanowił tzw. Zamek Konsula.
Odnośnie do wykorzystania pomieszczeń podziemnych zdania wśród naukowców są podzielone. Niektórzy uważają, że było to więzienie, inni, że zbiorniki na wodę lub prochownia. Niektóre z nich miały nawet trzy poziomy.
Meczet w twierdzy jest starszy, aniżeli sama twierdza. Jest on śladem krótkotrwałej podległości tych terenów w XIII w. Turkom z Ikonium. Najstarsze informacje dotyczące meczetu pochodzą z 1220. Z najwcześniejszego okresu zachował się jedynie północno-wschodni róg z jednym oknem, w klasycznym tureckim stylu. Reszta budowli pochodzi z początku XIV w., a portal z wieku XVI. Po zajęciu Sudaku przez Genueńczyków meczet został przekształcony w kościół katolicki, później służył Ormianom, prawosławnym i luterańskim kolonistom z Niemiec, sprowadzonym do miasta przez Rosjan. Po 1475 znowu stał się meczetem.
Na terenie twierdzy znajdują się również pamiątki z okresu późniejszego, z czasów już panowania rosyjskiego (koniec XVIII w.): resztki koszar pułku Kiryłłowskiego, zbudowanych z rozkazu księcia Potiomkina, i dwie armaty. 
Twierdza współcześnie została w dużym stopniu zrekonstruowana, a prace archeologiczne prowadzone na jej terenie pozwoliły dokonać licznych odkryć, w tym z czasów pierwszych mieszkańców Krymu – Taurów (w wykopaliskach pod basztą bizantyjską). Obecnie twierdza uchodzi za jeden z najcenniejszych zabytków tej części Krymu i dużą atrakcję turystyczną.

## Galeria

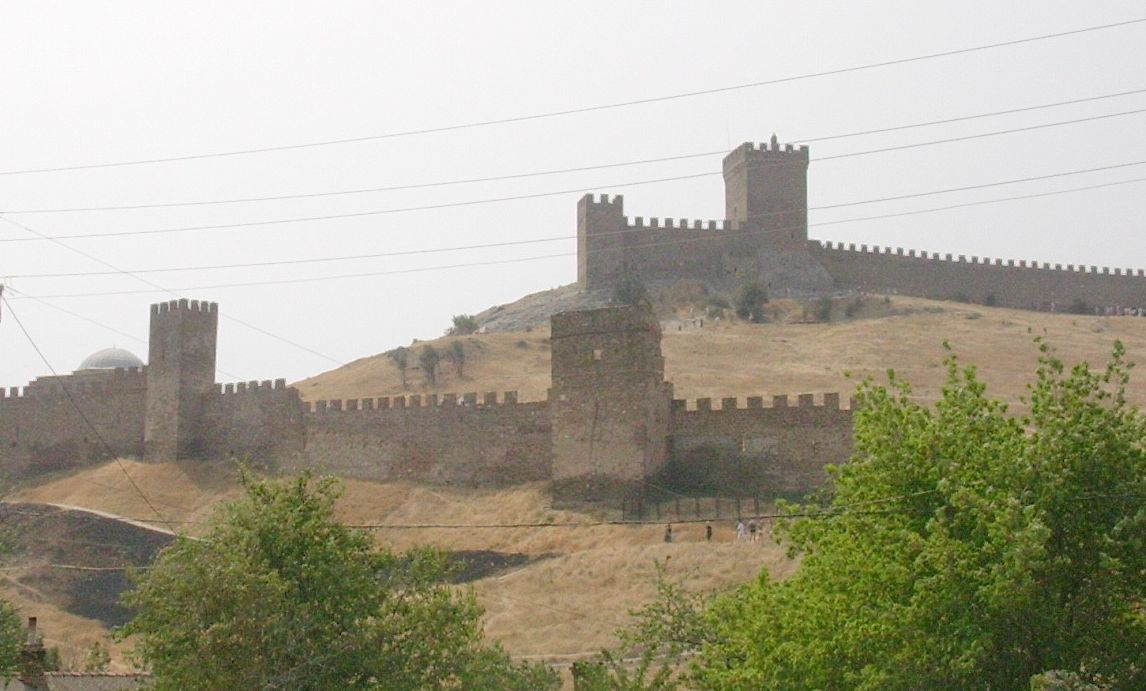
Wschodnia część murów, w najwyższym punkcie Zamek Konsula
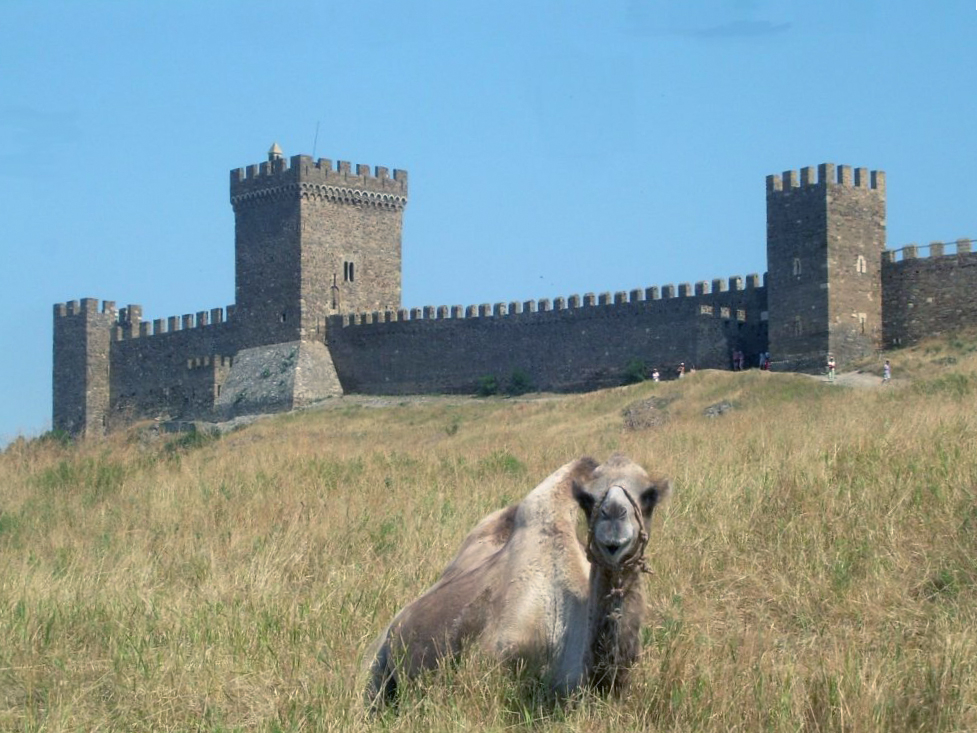
Mury obronne z Zamkiem Konsula (pośrodku). Na pierwszym planie wielbłąd, który jest jedną z atrakcji twierdzy
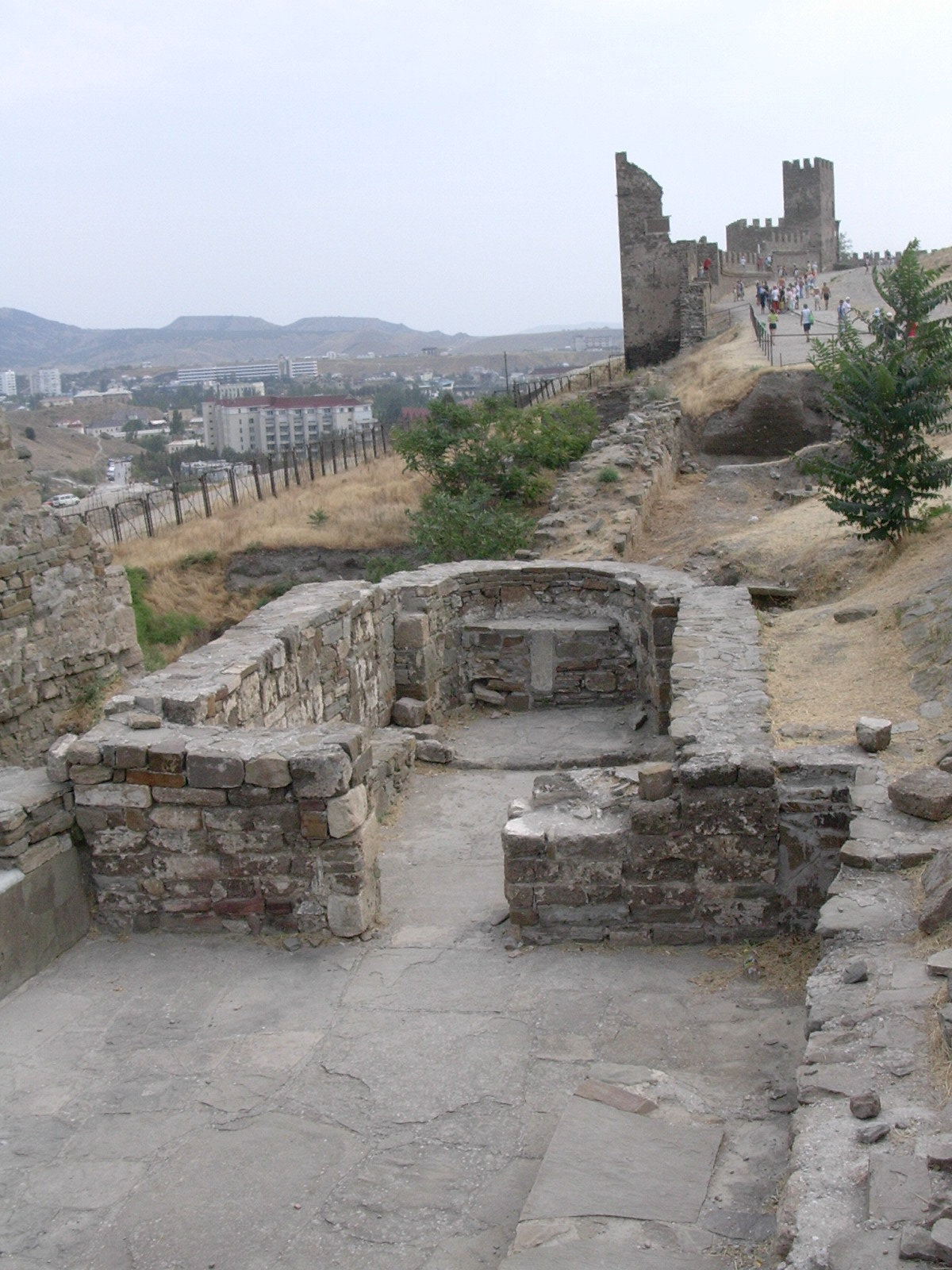
Ruiny greckiej, a później ormiańskiej kaplicy z XIII w. obok Okrągłej Baszty, w tle ruiny murów zamkowych i baszty Lucini De Flisco Lavani z 1409
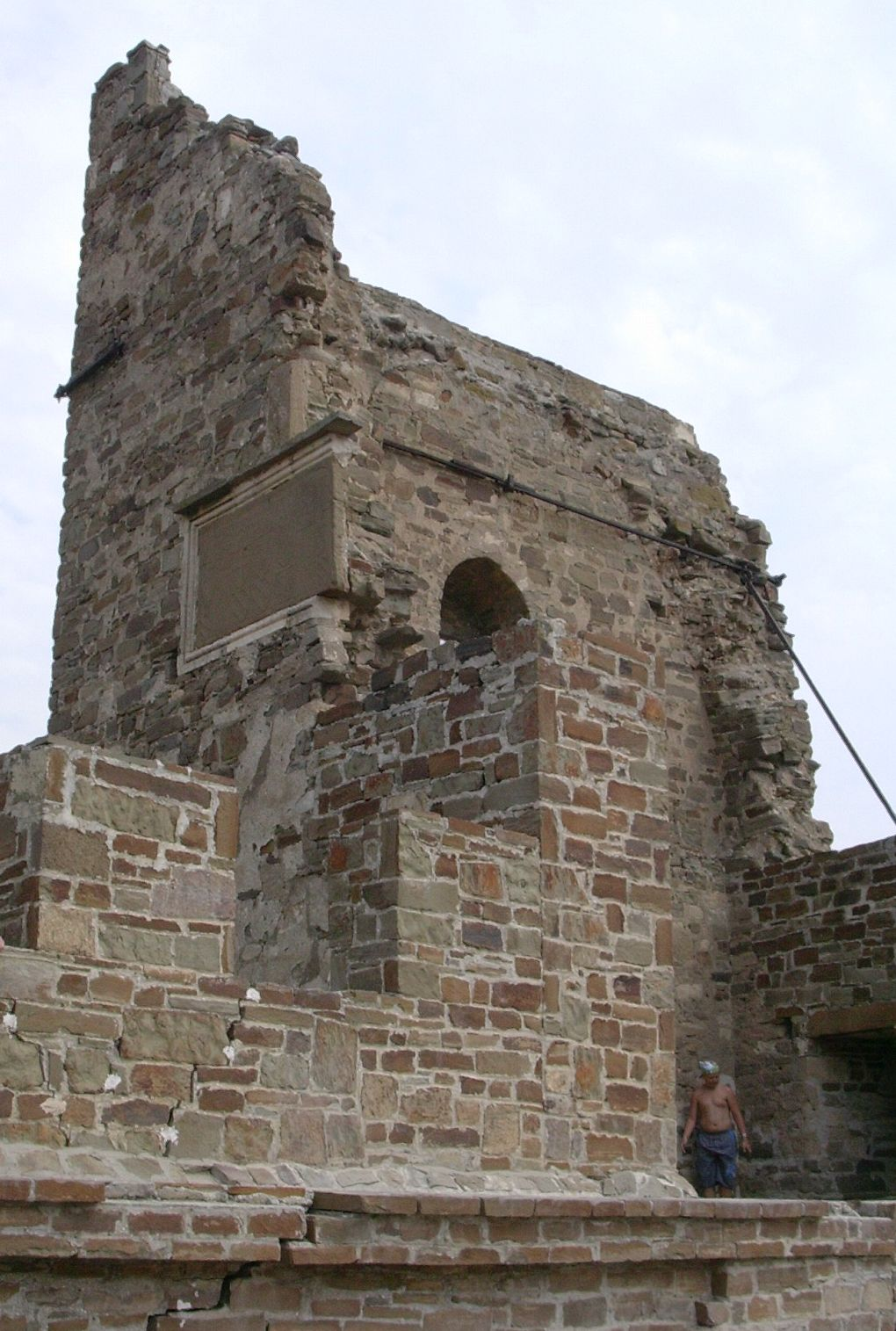
Baszta Lucini De Flisco Lavani z widoczną tablicą fundacyjną
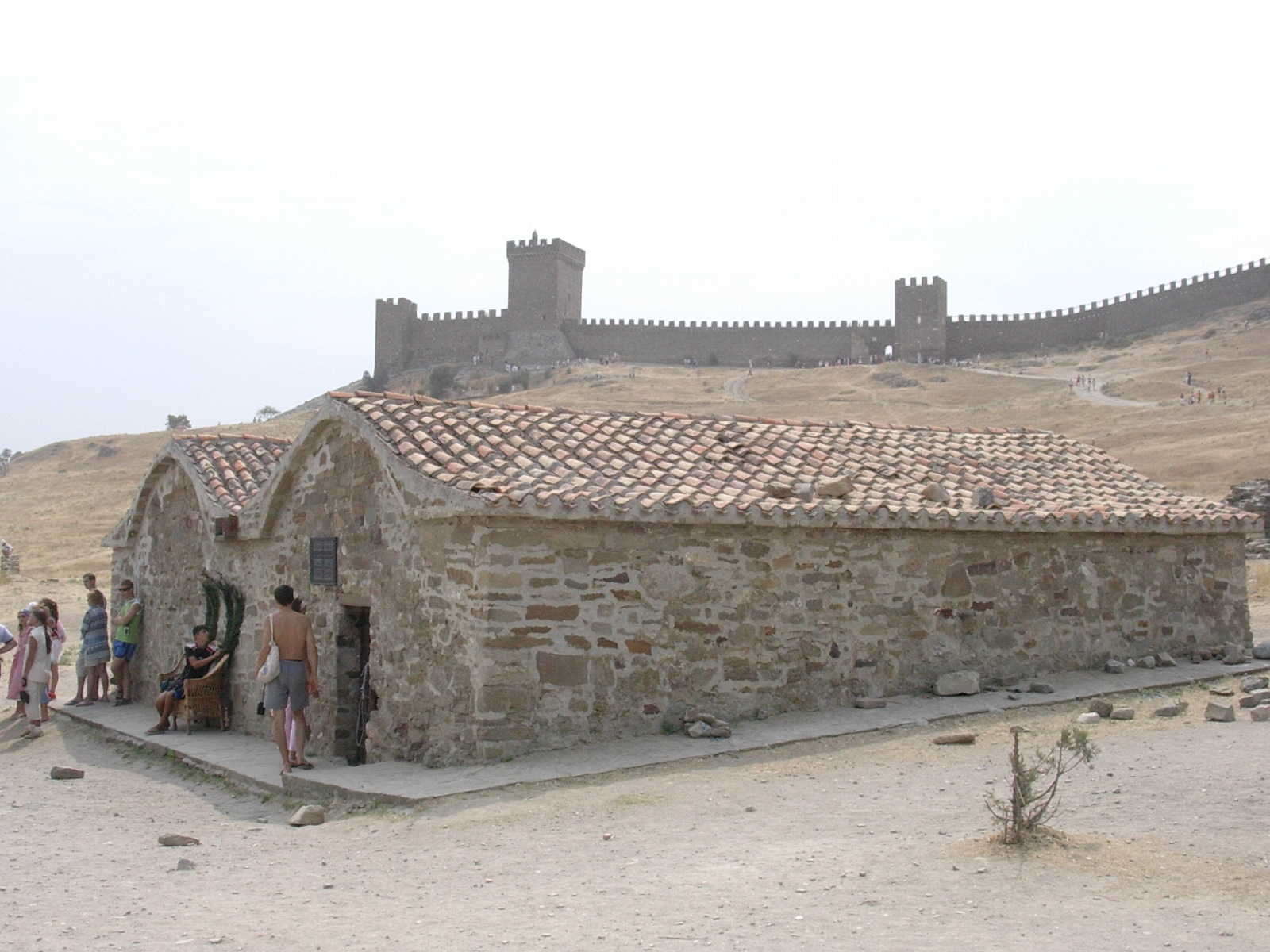
Zbiorniki na wodę: pierwszy...
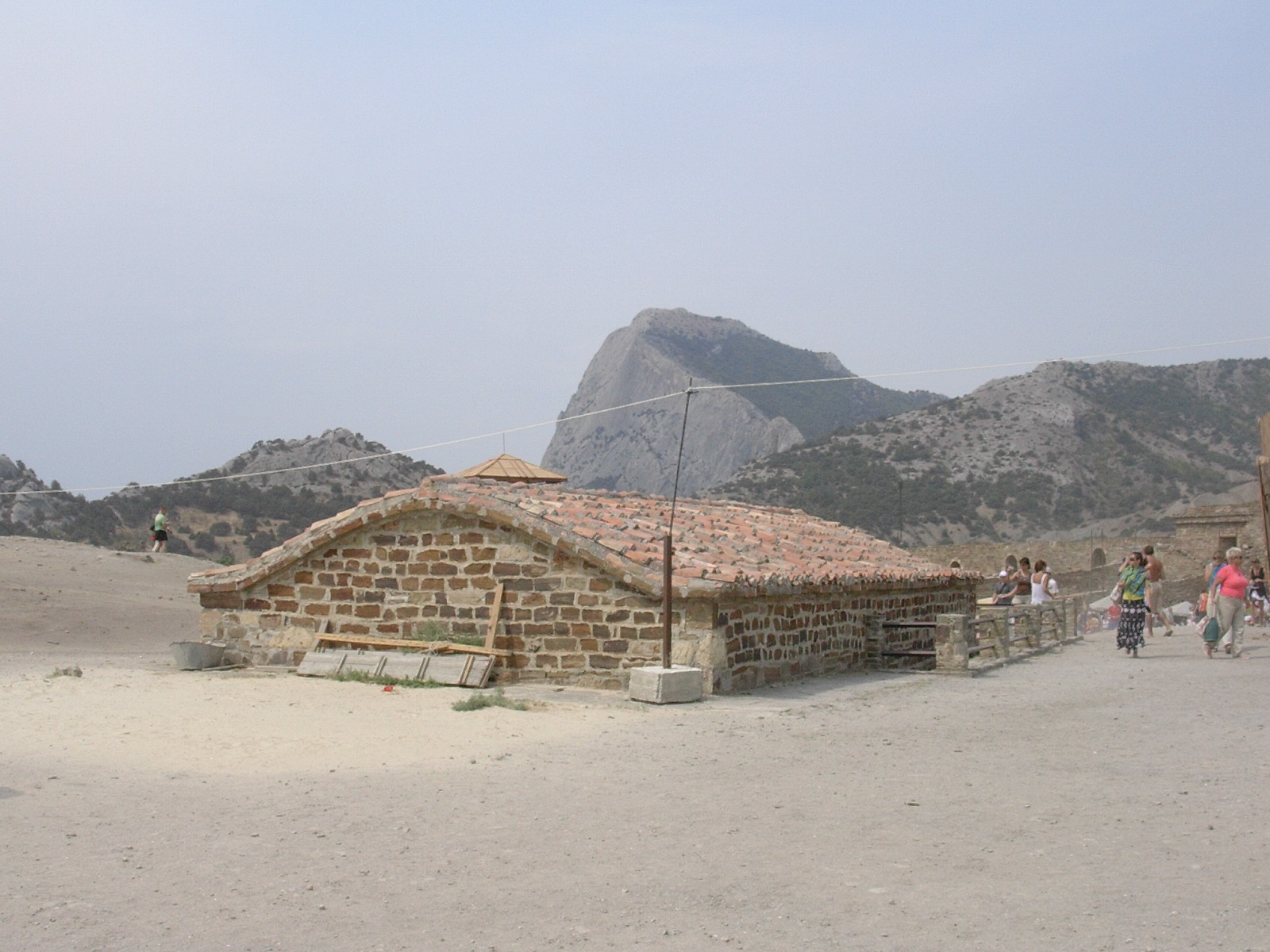
...i drugi
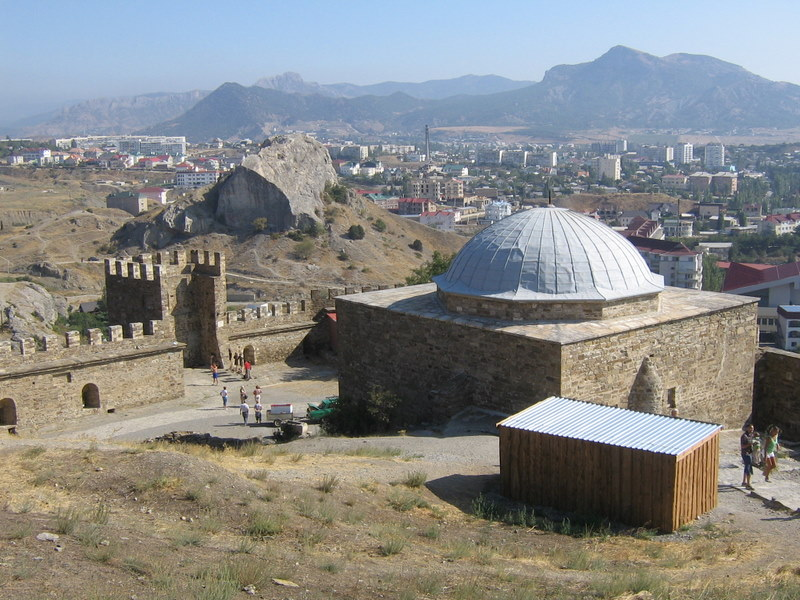
Meczet w obrębie twierdzy, w tle za murami współczesne miasto Sudak
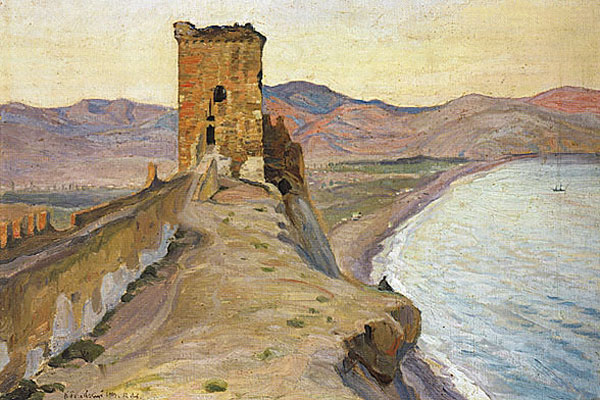
Spojrzenie na Zamek Konsula okiem artysty